# Фогараши, Тибор
Тибор Фогараши (венг. Fogarasi Tibor; род. 21 ноября 1969, Сольнок) — венгерский шахматист, гроссмейстер (2003).
В составе сборной Венгрии участник чемпионата Европы среди юниоров до 20 лет (1989).
Участник 2-х клубных чемпионатов Европы (1990, 1998). Обладатель Кубка Митропы 1995 года в составе сборной Венгрии.
Неоднократный победитель и призёр различных турниров.
Наивысшего рейтинга достиг 1 июля 1995 года, с отметкой 2515 пунктов занимал 16-ю позицию в рейтинг-листе венгерских шахматистов.

## Изменения рейтинга
| Графики недоступны из-за технических проблем. См. информацию на Фабрикаторе и на mediawiki.org. |